# Eunate Arraiza Otazu
Eunate Arraiza Otazu (Biurrun-Olkotz, Navarra, 3 de juny de 1991) és una futbolista navarresa, coneguda per ser l'única jugadora amb discapacitat auditiva de la lliga espanyola.
Defensa, però també migcampista i lateral, es formà a les categories de formació de la Sociedad Deportiva Lagunak. Debutà als catorze anys amb l'equip navarrès a la Primera Divisió Femenina. La temporada 2012-13 fitxà per l'Athletic Club de Bilbao, amb el qual ha guanyat una Lliga espanyola (2015-16) i ha competit a la Lliga de Campions Femenina de la UEFA. També ha guanyat set Copes del País Basc (2013, 2014, 2015, 2016, 2017, 2021, 2023). És internacional amb la selecció espanyola des de l'octubre de 2017 i ha competit amb la selecció de futbol del País Basc en tres ocasions, marcant dos gols.

## Palmarès
- 1 Lliga espanyola de futbol femenina (2015-16)
- 7 Copes del País Basc de futbol femenina (2013, 2014, 2015, 2016, 2017, 2021, 2023)